# Pedro Cañada Castillo
Pedro Cañada Castillo (Calzadilla, Província de Càceres, 1936) és un polític i professor universitari extremeny.
Va ser elegit senador durant la legislatura constituient i la següent.